# Stazione di Chitose (Hokkaido)
La stazione di Chitose (千歳駅?, Chitose-eki) è la principale stazione della città di Chitose situata lungo la linea Chitose.

## Linee
JR Hokkaido
■ Linea Chitose
■ Linea Sekishō (servizio ferroviario)

## Struttura
La stazione è dotata di 4 binari su viadotto con due piattaforme a isola centrali.
| 1 | ■ Linea Chitose | Rapido Espresso Limitato | per Aeroporto Shin-Chitose, Tomakomai, Muroran, Hakodate e Aomori |
| 1 | ■ Linea Sekishō | Locale                   | per Oiwake, Shin-Yubari e Yubari                                  |
| 2 | ■ Linea Chitose | Locale                   | per Aeroporto di Shin-Chitose e Tomakomai                         |
| 2 | ■ Linea Chitose | Locale                   | per Sapporo, Teine e Otaru                                        |
| 2 | ■ Linea Sekishō | Locale                   | per Oiwake, Shin-Yubari e Yubari                                  |
| 3 | ■ Linea Chitose | Locale                   | per Tomakomai                                                     |
| 3 | ■ Linea Chitose | Locale                   | per Sapporo, Teine e Otaru                                        |
| 3 | ■ Linea Sekishō | Locale                   | per Oiwake, Shin-Yubari e Yubari                                  |
| 4 | ■ Linea Chitose | Rapido Espresso Limitato | per Sapporo, Teine, Otaru e Asahikawa                             |

## Stazioni adiacenti
| «              | Servizio       | »             |
| Linea Chitose  | Linea Chitose  | Linea Chitose |
| -------------- | -------------- | ------------- |
| Minami-Chitose | Locale         | Osatsu        |
| Minami-Chitose | Rapido Airport | Eniwa         |